# Иванов, Владимир Вениаминович
Владимир Вениаминович Иванов (7 апреля 1952, Ишим, Тюменская область — 13 февраля 2022, Новосибирск) — советский и российский математик, кандидат физико-математических наук (1975), профессор (1999). Создал кафедру высшей математики физического факультета НГУ в 1989 году. Внёс вклад в развитие функционального анализа, теории функций, дифференциальной геометрии и теории динамических систем. Автор и соавтор более 50 научных публикаций.

## Биография
В. В. Иванов родился 7 апреля 1952 года в городе Ишиме Тюменской области в семье педагогов. В 1973 году с отличием окончил механико-математический факультет Новосибирского государственного университета по специальности «Математика». После этого он поступил в аспирантуру Института математики Сибирского отделения Академии наук СССР. Будучи студентом, он получил интересные результаты в области теории полугрупп операторов и опубликовал научную работу в журнале «Доклады Академии наук», представленную академиком С. Л. Соболевым, за что был удостоен диплома и медали Министерства высшего и среднего специального образования СССР. Под руководством Г. П. Акилова в 1975 году защитил кандидатскую диссертацию по теме «Квазирезольвента и полугруппы операторов в локально выпуклом пространстве». Работал в Институте математики СО АН СССР/РАН с 1975 года. С 1978 по 1995 годы состоял в диссертационном совете ИМ СО РАН.
Преподавал в НГУ с 1973 года. С 1989 по 2006 годы был заведующим кафедры высшей математики ФФ НГУ, которую сам организовал. Он также подготовил список математических методов и тем для последовательного изложения материала, которые нужны были для физических специальностей. Читал некоторые курсы на физическом факультете: «Дифференциальная геометрия и тензорное исчисление», «Теория вероятностей и математическая статистика», «Основы функционального анализа», «Дискретная математика», «Функциональный анализ», включая базовый курс «Математический анализ». В 1999 году стал профессором.
В 2023 году именем В. В. Иванова назвали аудиторию в НГУ.

## Научный вклад
Основными направлениями исследований В. В. Иванова являлись однопараметрические полугруппы линейных операторов, эволюционные дифференциальные уравнения, геометрические свойства функций и их приложения в эргодической теории, геометрия аналитических поверхностей, проблемы нелинейной динамики. Он разработал математические методы, позволяющие изучать полугруппы операторов в общих локально выпуклых пространствах, где традиционные методы резольвентного анализа неприменимы. Иванов предложил новый подход к понятиям полугруппы-распределения и порождающего её оператора, введённым Лионсом, что дало возможность описать фундаментальные решения эволюционных уравнений в собственных терминах и установить их связь с обобщённой корректностью задачи Коши для операторов в топологических векторных пространствах.
Иванов доказал гипотезу А. Д. Александрова об измеримости по Жордану конечномерных компактов, имеющих простые одномерные сечения. Он решил важную задачу симметризации гиперболических дифференциальных операторов, поставленную С. К. Годуновым. Учёный открыл и обосновал новые, неулучшаемые неравенства, ограничивающие колебания вероятностей случайных величин, возникающих в различных областях математики. Эти универсальные оценки содержат в себе основные утверждения таких известных теорем, как теорема Лебега о дифференцируемости монотонных функций почти всюду, эргодическая теорема Биркгофа-Хинчина, закон больших чисел Чебышева для строго стационарных последовательностей, теорема Дуба о сходимости мартингалов.
В. В. Иванов дал полное описание консервативных систем Ньютона, совершающих изохронные колебания подобно маятнику Гюйгенса, когда частота не зависит от амплитуды. Применяя методы комплексного анализа, он исследовал системы с целыми и мероморфными потенциалами и доказал, что в первом случае изохронными являются только гармонические осцилляторы, а во втором — только системы, чьи потенциалы с точностью до линейных преобразований совпадают с квадратом функции Жуковского. Он доказал аналитическую версию гипотезы Каратеодори о двух омбилических точках.

## Публикации
- Иванов В. В. Дифференциальные уравнения с частными производными // Труды международной конференции. — Новосибирск: Наука, 1986. — С. 84—93.
- Иванов В. В. Гладкие изоморфизмы, не имеющие квазиконформных дробных степеней // Сиб. матем. журн.. — 1986. — Т. 27. — С. 103—111. — doi:10.1007/BF00969275.
- Иванов В. В. Геометрические свойства монотонных функций и вероятности случайных колебаний // Сиб. матем. журн.. — 1996. — Т. 37. — С. 117—150. — doi:10.1007/BF02104763.
- Волокитин Е. П., Иванов В. В. Изохронность и коммутируемость полиномиальных векторных полей // Сиб. матем. журн.. — 1999. — Т. 40. — С. 30—48. — doi:10.1007/BF02674287.
- Иванов В. В. Аналитическая гипотеза Каратеодори // Сиб. матем. журн.. — 2002. — Т. 42. — С. 314—405. — doi:10.1023/A:1014797105633.
- Иванов, В. В. Элементы конечномерного анализа : учебное пособие. — Новосибирск: НГУ, 1983. — 84 с.[15]